# 진주 노비 반란
진주 노비반란(晋州－奴婢叛亂)은 고려 신종 때인 1200년 진주에서 일어난 노비들의 반란이다.

## 개설
평소에 주리(州吏 : 주의 관리)의 부패와 학대에 불평을 품고 있던 진주의 공사노비(公私奴婢)들은 각지에서 일어나는 민란에 자극돼 신종 3년(1200) 난을 일으켜 주리의 주택 50여 동(棟)을 불살랐다. 이에 주리들은 진주목사(牧使)에게 알려 모두 체포하였다.

## 정방의의 난
정방의(鄭方義)는 진주 노비 반란으로 자신이 집이 불타자 관리를 만나러 활을 메고 갔다가 반란 혐의로 투옥된다. 그 뒤 아우 정창대(鄭昌大)의 구출을 받은 뒤 노비반란을 일으켰던 무리와 합세하여 주리(州里)로 다니며 평소에 원한이 있던 자들을 모조리 죽였다. 조정은 그 세가 치열하여 위무(慰撫)하지 못하고 방관하는 수밖에 없었다. 이때 진주에서 정방의와 사이가 좋지 못한 20여 명이 합주의 노올부곡(奴兀部曲)의 적당(賊黨)에게 응원을 청하여 정방의를 공격하였으나 오히려 대파(大破)되었다. 그러나 정방의도 진주 사람들이 일어나 그 무리와 함께 패몰되어 난은 1년 만에 진압되었다.

## 같이 보기
- 동경의 반란 (경주 민란)
- 진주 민란 (조선)